# Rapsilla fusca
Rapsilla fusca är en insektsart som beskrevs av Sjöstedt 1921. Rapsilla fusca ingår i släktet Rapsilla och familjen gräshoppor. Inga underarter finns listade i Catalogue of Life.